# Genysa decorsei
Genysa decorsei is een spinnensoort uit de familie van de valdeurspinnen (Idiopidae).
De wetenschappelijke naam van de soort werd in 1902 als Diadocyrtus decorsei gepubliceerd door Simon. De naam was gebaseerd op een vrouwtje met een lengte van 18 millimeter dat door Decorse in 1901 was verzameld in Ambovombe op Madagaskar. Tegelijk met Diadocyrtus decorsei publiceerde Simon ook de naam Genysochoera decorsei, voor een soort die volgens de oorspronkelijke beschrijving veel groter is dan de eerste: het vrouwtje heeft een lengte van 45 millimeter. Het type-exemplaar was door Decorse in 1901 verzameld in Behara, eveneens op Madagaskar. In 1985 verklaarde Robert J. Raven de namen Diadocyrtus en Genysochoera tot synoniemen van Genysa, zonder zich verder druk te maken om de nomenclatorische consequenties. Volgens de medewerkers van de World Spider Catalog moet dan voor Genysochoera decorsei een nomen novum worden gevonden.

## Voorkomen
De soort komt voor in Madagaskar.